# Jan V van Armagnac
Jan V van Armagnac (circa 1421 - Lectoure, 5 maart 1473) was van 1450 tot aan zijn dood graaf van Armagnac, Fézensac en Rodez. Hij behoorde tot het huis Lomagne.

## Levensloop
Jan V was de oudste zoon van graaf Jan IV van Armagnac en diens echtgenote Isabella, dochter van hertog Karel III van Navarra. Na de dood van zijn vader in 1450 werd hij graaf van Armagnac, Fézensac en Rodez. 
Hij veroorzaakte veel opzien door een relatie te beginnen met zijn tien jaar jongere zus Isabella. Nadat ze twee zonen hadden gekregen, beloofde Jan de relatie te beëindigen, maar enkele maanden trad hij in het huwelijk met haar, bewerend dat hij pauselijke dispensatie had gekregen.
Er volgden andere schandalen: Jan weigerde een bisschop van Auch te installeren die door koning Karel VII van Frankrijk was geselecteerd en duidde in de plaats daarvan een onwettige halfbroer aan. In mei 1455 escaleerde de zaak. De autoriteiten werden gewaarschuwd en er werd een arrestatiebevel tegen Jan V uitgevaardigd, nadat hij een vervalste dispensatie had geëist van Antoine d'Alet, bisschop van Kamerijk en magistraat aan het pauselijke hof in Rome. In 1460 werd Jan door een parlement van koning Karel VII bij verstek veroordeeld voor majesteitsschennis, incest en rebellie. Er werden militaire troepen uitgezonden om Jan te arresteren, maar hij ontsnapte aan de straf door samen met zijn neven naar Aragón te vluchten. Hoewel Jan zijn zaak in Rome verdedigde, werd het huwelijk met zijn zus Isabella ongeldig verklaard en werden hun kinderen als buitenechtelijk uitgesloten van de erfopvolging.
Nadat koning Lodewijk XI in 1461 aan de macht kwam, werd Jan V hersteld als graaf van Armagnac. In 1465 vervoegde hij de Ligue du Bien Public en bedreigde hij aan het hoofd van een leger van 6000 man Parijs. In 1469 nam Lodewijk wraak; onder het voorwendsel dat Jan met de Engelsen samenzwoer, stuurde hij een leger om hem te arresteren. Hij vluchtte naar Spanje, maar keerde in 1471 terug naar Frankrijk. Lodewijk XI liet vervolgens de stad Lectoure belegeren, waar Jan V verbleef. Nadat de stad ingenomen werd, werd hij in maart 1473 doodgestoken door Jean Jouffroy, de bisschop van Albi.  

## Huwelijk en nakomelingen
Uit zijn incestueuze relatie met zijn zus Isabella had hij drie kinderen:
- Jan (overleden in 1516), heer van Camboulas
- Anton (overleden in 1516)
- Mascarosa (overleden in 1526), huwde in 1498 met Gaspard II de Villemur, heer van Montbrun

Op 19 augustus 1469 huwde hij met Johanna (1454-1476), dochter van graaf Gaston IV van Foix. Ze beviel in april 1473, een maand na Jans dood, van een doodgeboren kind.